# Лорд (певица)
Лорд (англ. Lorde, МФА: [lɔːɹd]; настоящее имя Элла Мари́я Лани́ Йе́лич-О’Ко́ннор, англ. Ella Marija Lani Yelich-O'Connor; род. 7 ноября 1996, Такапуна, Окленд, Новая Зеландия) — новозеландская певица, автор песен и музыкальный продюсер. Стартом карьеры считается 2009 год, когда Элла подписала контракт с лейблом Universal Music Group в подростковом возрасте, а позже начала работу над дебютным альбомом с продюсером Джоэлом Литтлом, который является соавтором большинства песен Лорд. Её первым успехом стал мини-альбом The Love Club EP, выпущенный в марте 2013 года и дебютировавший на второй позиции в чартах Австралии и Новой Зеландии.
В середине 2013 года Лорд выпустила дебютный сингл «Royals». Песня стала международным кроссовер-хитом и сделала Лорд самой молодой исполнительницей, и единственной новозеландкой, занявшей первую позицию в чарте Billboard Hot 100 с 1987 года. В конце 2013 года, Лорд выпустила свой дебютный студийный альбом Pure Heroine. Диск возглавил чарты Новой Зеландии и Австралии, также достигнув третьей позиции в американском чарте Billboard 200. В поддержку альбома были выпущены синглы «Tennis Court», «Team», «No Better» и «Glory and Gore». В 2014 году Лорд записала песню «Yellow Flicker Beat», которая была выпущена в качестве сингла к саундтреку Голодные игры: Сойка-пересмешница. Часть 1. В июне 2017 года состоялся релиз второго студийного альбома Лорд, Melodrama. Пластинка является самым высокооценённым критиками альбомом исполнительницы на 2017 год. В поддержку диска были выпущены такие синглы, как «Green Light» и «Perfect Places».
Композиции Лорд записаны в дрим-поп и инди-электроника. Исполнительница имеет две премии Грэмми, одну BRIT Awards и десять премий New Zealand Music Awards. В 2013 году журнал Time назвал Лорд одним из самых влиятельных подростков, а в следующем году она была включена в рейтинг журнала Forbes, «30 до 30».

## Биография

### 1996—2008: Ранняя жизнь
Элла Йелич-О’Коннор, исполнительница хорватско-ирландского происхождения, родилась 7 ноября 1996 года в районе Такапуна города Окленда (Новая Зеландия), в семье инженера Вика О’Коннора и поэтессы Сони Йелич (хорв. Sonja Jelić). Элла провела своё детство в пригороде Окленда, Девонпорте, вместе с ней росли её младшие сёстры Джерри и Индия и брат Анджело.
В возрасте пяти лет Элла вступила в театральный кружок, где ей помогли развить навыки публичного выступления. Она училась в начальной школе Воксхолл, а затем в средней школе Бельмонт. Её мать поощряла чтение, в особенности ряда жанров, которые исполнительница впоследствии охарактеризовала как «повлиявшие на лирику в песнях»: «Мне кажется, моя мама оказала влияние на мою лирику, всегда покупая мне книги. Она смешивала как детские, так и взрослые книги. Не было книг, которые мне нельзя было читать. Помню, я читала «Подача», написанную Тобином Андерсоном, когда мне было шесть, и то, как мама давала мне Карвера и Сэлинджера в раннем возрасте, и Дженет Фрейм, когда я была немного старше».
В подростковом возрасте Лорд играла в нетбол с одноклассницей Элизой Маккартни, которая впоследствии стала известной спортсменкой и прыгуньей с шестом, получив бронзовую медаль на Олимпийских играх 2016.

### 2009—2011: Начало карьеры

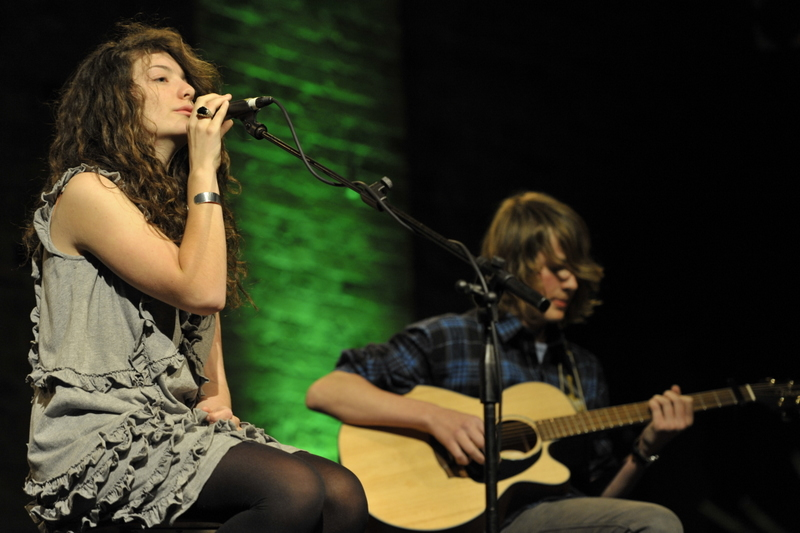
Лорд (слева) и Луис Макдональд (справа) выступают на фестивале «The Vic Unplugged», 2010 год

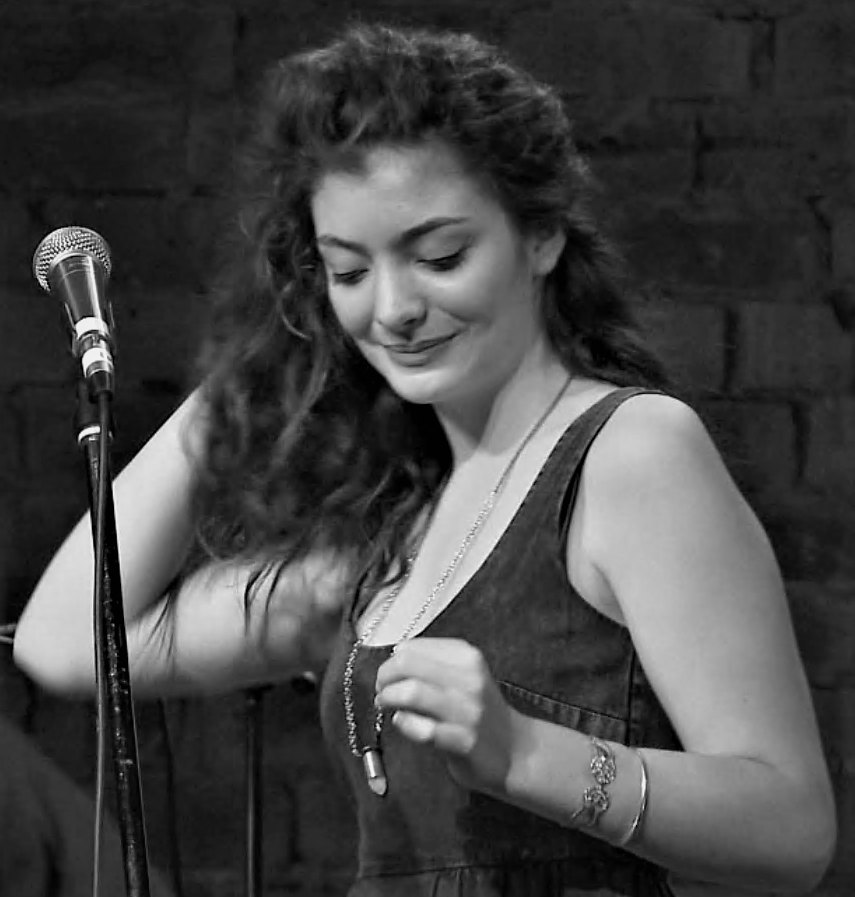
Выступление Лорд на фестивале «The Vic Unplugged II» в 2011 году, когда ей было 15 лет

В мае 2009 года Лорд и её друг Луис Макдональд, в качестве дуэта, выиграли ежегодный конкурс талантов школы Бельмонт. 13 августа того же года Элла и Макдональд были приглашены на программу Джима Моры «Вторая половина дня» на радио Radio New Zealand. Во время своего интервью на радио, дуэт исполнил кавер-версии таких песен, как «Mama Do (Uh Oh, Uh Oh)» певицы Пикси Лотт и «Use Somebody» американской рок-группы «Kings of Leon». Отец Макдональда, Ян, послал домашнюю звукозапись Эллы и своего сына Луиса, в которой они вдвоём исполняют песню «Warwick Avenue» певицы Даффи, а также видеозапись с исполнением «Mama Do» Пикси Лотт, директору подразделения лейбла Universal Music Group, A&R, Скотту МакЛахлану. Позже в 2009 году, Маклахлан предложил Элле подписать контракт с лейблом для дальнейшего развития её карьеры. В то время, исполнительница была частью музыкальной группы «Belmont Intermediate School Extreme Band»; 18 ноября того же года, группа заняла третье место в финале баттла «Северное побережье» в центре «Bruce Mason», Такапуна.
В 2010 году Элла и Макдоналд регулярно давали концерты в составе дуэта «Элла и Луис» (англ. Ella & Louis), играя в кафе «The Leigh Sawmill» 15 августа, в кафе «Roasted Addiqtion» в Кингсленде 20 августа, на фестивале «The Vic Unplugged» в «Victoria Theatre», Девонпорт 27 октября и на «Devonstock» в Девонпорте 12 декабря. В начале своей карьеры, Элла училась в Takapuna Grammar School, закончив обучение в группе двенадцатый год. Позже в 2014 году, исполнительница предпочла не заканчивать тринадцатый год.
В 2011 году лейбл Universal нанял Элле репетитора по вокалу, Фрэнсиса Дикинсона, для занятий два раза в неделю в течение года. В это время она начала писать песни с несколькими авторами, но безуспешно. В возрасте четырнадцати лет, Лорд начала читать литературные рассказы, чтобы научиться «собирать слова воедино». 16 ноября 2011 года она впервые исполнила свои собственные оригинальные песни на фестивале «The Vic Unplugged II» на главной сцене театра «Victoria Theatre» в Девонпорте. В декабре 2011 года Маклахлан присоединился к Лорд с автором песен, продюсером и бывшим фронтменом группы «Goodnight Nurse», Джоэлом Литтлом для написания композиций. Втроём в течение трёх недель они записали пять песен для мини-альбома Лорд на студии Golden Age Studios в Морнингсайд, Окленд.

### 2012—2015: АльбомPure Heroineи мировая слава

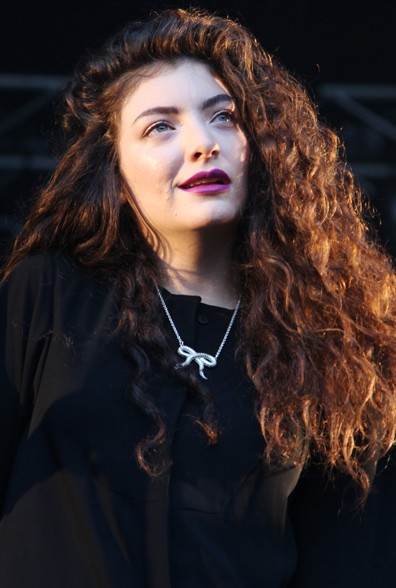
Выступление Лорд на фестивале «Laneway Festival» В Сиднее, февраль 2014 года

В ноябре 2012 года Лорд выпустила дебютный мини-альбом The Love Club EP в социальной сети SoundCloud для бесплатной загрузки. После того, как альбом бесплатно скачали 60 000 раз в сети, лейбл Universal решил выпустить его для коммерческих продаж в марте 2013 года. Мини-альбом занял вторые позиции в чартах Австралии и Новой Зеландии. В июне 2013 года, песня «Royals» была выпущена в качестве сингла в поддержку мини-альбома. Сингл стал международным кроссовер-хитом, продержавшись на первой позиции американского чарта Billboard Hot 100 девять недель. Тем самым, Лорд стала самой молодой исполнительницей, дебютировавшей с вершины чарта США с синглом «Royals», c 1987 года, когда певица Тиффани возглавила чарт с песней «I Think We’re Alone Now». В конце 2013 года песня «Royals» одержала победу на премии APRA Silver Scroll Awards, а в начале 2014 года, композиция победила в номинациях «Лучшее сольное поп-исполнение» и «Лучшая песня года» на премии Грэмми.
В сентябре 2013 года, исполнительница выпустила дебютный студийный альбом Pure Heroine. Альбом возглавил чарты Новой Зеландии и Австралии, а также попал в пятёрку чартов таких стран, как Ирландия, Норвегия, Великобритания и Канада. В США альбом дебютировал с третьей позиции в чарте Billboard 200, а за 2014 год было продано более 1 000 000 копий. Pure Heroine был номинирован на премию Грэмми в номинации «Лучший вокальный поп-альбом», но не одержал победу.

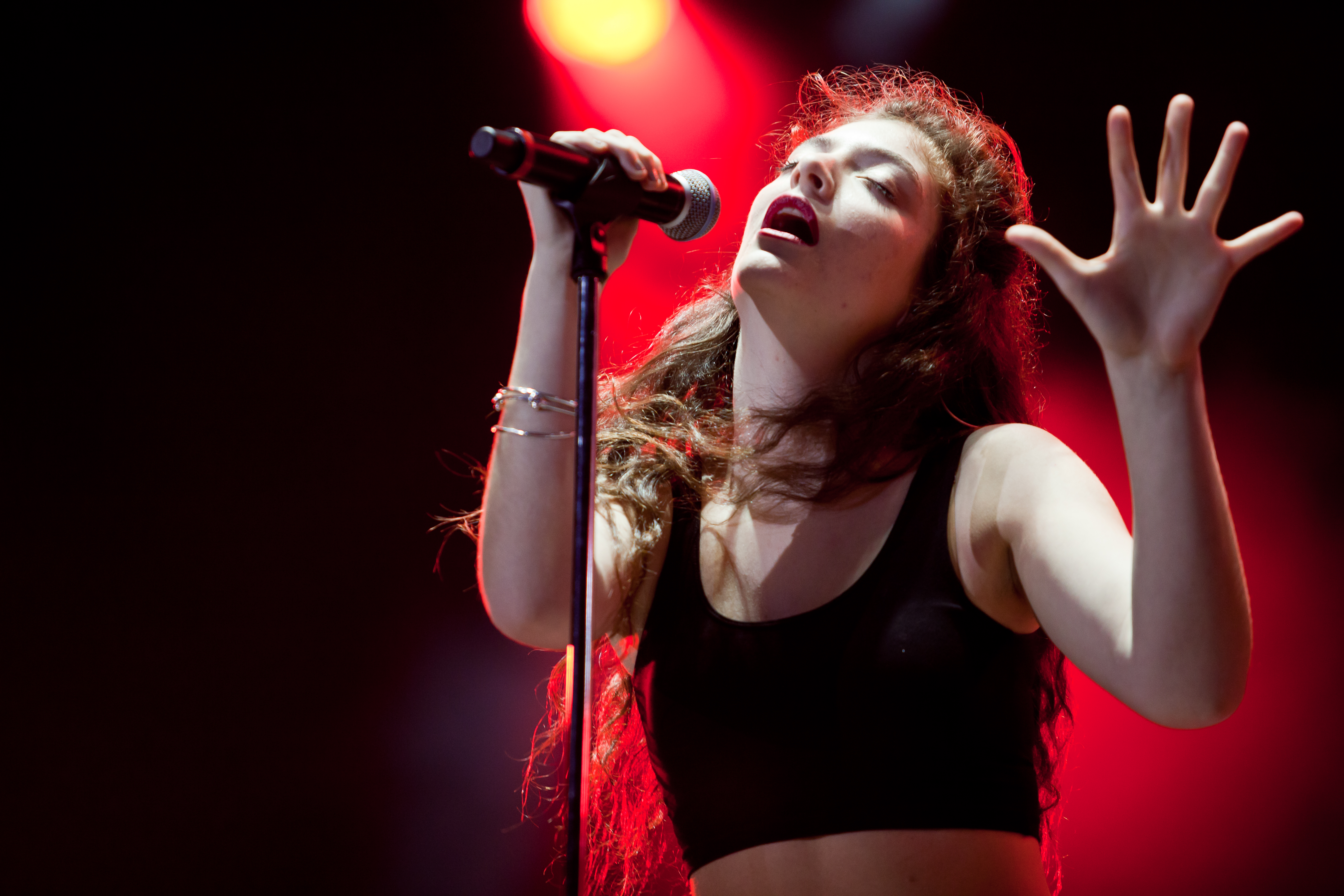
Выступление Лорд на фестивале «Lollapalooza» в 2014 году

Помимо «Royals», в поддержку альбома Pure Heroine были выпущены ещё четыре сингла: «Tennis Court» был выпущен в июне 2013 года и возглавил чарт синглов Новой Зеландии; сингл «Team» стал третьим и был выпущен 13 сентября 2013 года в поддержку альбома и вошёл в топ-10 многих стран мира; четвёртым синглом стала песня «No Better», выпущенная 13 декабря 2013 года и включённая только в расширенное издание Pure Heroine; песня «Glory and Gore» стала пятым и последним синглом с альбома и была выпущена 11 марта 2014 года. В сентябре 2013 года, Лорд записала кавер-версию песни «Everybody Wants to Rule the World» британской группы «Tears for Fears» для саундтрека Голодные игры: И вспыхнет пламя.
В ноябре 2013 года Лорд подписала контракт с компанией Songs Music Publishing, стоимость которого оценивается в 2 с половиной миллиона долларов, после «войны за сделку» между различными компаниями, включая Sony Music Entertainment и её лейблом Universal. Сделка даёт право издателю использовать песни Лорд в кино и рекламе. В конце того же года, Лорд начала встречаться с фотографом Джеймсом Лоу.
В декабре 2013 года Лорд объявила, что начала писать материал для второго студийного альбома. В июне 2014 года, исполнительница заявила, что производство альбома находится на ранней стадии, также добавив, что «пластинка будет сильно отличаться от дебютной». В первой половине 2014 года, Лорд выступала на многих фестивалях мира, включая «Laneway Festival» в Сиднее, «Lollapalooza» в Чили, Буэнос-Айрес и в Сан-Паулу, а также на фестивале «Коачелла» в Калифорнии. В качестве продвижения The Love Club EP и Pure Heroine, в начале 2014 года Лорд начала международный концертный тур Lorde Tour, первая часть которого прошла по Северной Америке. Позднее она объявила об австралийской части тура, состоявшейся в июле того же года,и второй североамериканской части, состоявшейся в августе. В апреле того же года Лорд исполнила песню «All Apologies» с оставшимися участниками группы «Nirvana» во время их введения в зал славы рок-н-ролла. 1 августа 2014 года Лорд снова выступила на фестивале «Lollapalooza» в Грант-Парке, Чикаго. Сет-лист Лорд был назван пятым лучшим за всю историю фестиваля изданием Billboard, а журнал Rolling Stone назвал его лучшим среди всех мероприятий в Чикаго.
29 сентября 2014 года Лорд выпустила песню «Yellow Flicker Beat», которая стала первым синглом в поддержку саундтрека Голодные игры: Сойка-пересмешница. Часть 1; Лорд выступила музыкальным продюсером и компилятором саундтрека, а также записав вокал для нескольких песен с него. На момент, когда Лорд исполнилось восемнадцать лет, в ноябре 2014 года, было подсчитано, что состояние певицы составляет 11 миллионов новозеландских долларов. В 2015 году, Лорд записала песню «Magnets» с группой Disclosure для их второго студийного альбома Caracal.

### 2016—2021:Melodrama
В феврале 2016 года на премии BRIT Awards, Лорд исполнила песню «Life on Mars?» как трибьют британскому рок-певцу Дэвиду Боуи. В интервью журналу Billboard, Лорд рассказала, что начала писать новый материал в декабре 2013 года. Отвечая поклоннику в социальной сети Instagram в августе 2016 года, исполнительница сказала, что материал записан и находится на стадии производства. В ноябре того же года, на своё двадцатилетие, Лорд опубликовала в Facebook заметку, в которой говорит: «Написание Pure Heroine было моим способом увековечить подростковую славу, запечатлеть её в веках, чтобы та часть меня никогда не умерла, а новый альбом, он о том, что же будет дальше».
16 февраля 2017 года лейбл Лорд, Republic, опубликовали дату «7 марта» под заголовком «Секретный», вызвавший предположения, что речь идёт об альбоме исполнительницы, после чего лейбл удалил информацию. 26 февраля Лорд поддразнивала поклонников на встрече в Новой Зеландии, анонсировав даты выхода новой музыки, 2 марта по Нью-Йорку и 3 марта по Новой Зеландии. За два дня до объявленной даты, в сети появилась информация, что сингл в поддержку нового альбома будет называться «Green Light». 2 марта, исполнительница анонсировала второй студийный альбом, Melodrama, релиз которого состоится 16 июня 2017 года. 9 марта того же года Лорд выпустила песню «Liability» в качестве промосингла в поддержку альбома Melodrama. Лорд впервые исполнила «Green Light» и «Liability» 11 марта 2017 года на телешоу Saturday Night Live. 18 мая 2017 года, Лорд анонсировала список композиций альбома Melodrama, состоящий из одиннадцати треков. 1 июня в поддержку альбома был выпущен следующий сингл, «Perfect Places». Диск был выпущен во всём мире 16 июня 2017 года и получил положительные отзывы от музыкальных критиков. Пластинка является самым высокооценённым критиками альбомом исполнительницы на данный момент. В первую неделю релиза в США, продажи альбома составили 109 000 альбомных эквивалентных единиц, из которых 82 000 составили чистые альбомные продажи. Альбом стал первым в карьере певицы диском, возглавившим американский чарт Billboard 200.
10 июня 2021 года Лорд вернулась после четырёхлетнего перерыва и представила песню «Solar Power», написанную и спродюсированную с Джеком Антоноффом. Трек стал первым синглом с третьего альбома Solar Power, выпуск которого ожидается 20 августа 2021 года.

### 2021— настоящее время:Solar Power
В интервью Triple Jruen в марте 2020 года Лорд сообщила, что работала над «всяким, что постепенно стало приобретать интересную форму», и добавила, что не знает, когда выпустит альбом. В следующем месяце её спросили о работе над пластинкой, и она ответила: «Это был очень продуктивный год [речь о 2019]». В мае певица сообщила в электронной рассылке, что вернулась в студию с Джеком Антоноффом, главным продюсером Melodrama, в декабре 2019 года; они записывали музыку в Окленде и Лос-Анджелесе. В связи с пандемией COVID-19 они с Антоноффом работали дистанционно, по FaceTime. В июле продюсер Malayruen сообщил, что вовлечён в работу над третьим альбомом Лорд.
8 июня в сеть просочилась обложка и название «Solar Power». Через несколько часов официальный сайт Лорд обновился, и на главной странице появилась обложка, подписанная: «Прибудет в 2021… Терпение — лучшее спасение». Несмотря на официальное объявление, Twitter продолжал блокировать аккаунты, выкладывавшие обложку сингла, ещё несколько дней. В мае Лорд была заявлена как хедлайнер фестиваля Primavera Soundruen в 2022 году. Поклонники предположили, что, как и в случае Melodrama (2017), альбом будет выпущен за год до выступления на фестивале (Лорд выступала в 2018 году).
10 июня 2021 года был выпущен одноимённый лид-сингл Solar Power в поддержку альбома. Впоследствии было выпущено ещё два сингла: Stoned at the Nail Salon (21 июля 2021) и Mood Ring (17 августа 2021).
Релиз пластинки состоялся 20 августа 2021 года.

## Стиль и влияния

### Влияния
По словам Лорд, она выросла, слушая музыку американской джазовой певицы Билли Холидей, и таких соул-исполнителей, как Сэм Кук, Этта Джеймс и Отис Реддинг, творчеством которых она восхищается за «пожинание ими страданий». Кроме того, в подростковом возрасте, она слушала любимые записи её родителей, в числе которых были композиции Кэта Стивенса, Нила Янга, а также группы Fleetwood Mac. Среди этих исполнителей, Лорд особенно выделяет Fleetwood Mac с их альбомом Rumours, который она считает «идеальной пластинкой». Кроме того, певица также говорит, что Граймс, Sleigh Bells и продюсер Аарон Джером оказали на неё значительное влияние. Кроме того, Лорд упоминала вокал Тома Йорка, как повлиявший на неё пример «умного» использования голоса, а также называла ими Ники Минаж и Кендрика Ламара, стиль которых повлиял на «нахальный тон» певицы. На творчество Лорд также повлияли такие группы и исполнители, как Лана Дель Рей, Леди Гага, Грейс Джонс, Джеймс Блейк, «Yeasayer», «Animal Collective», «Bon Iver», «Radiohead», Джейми Вуун, «Arcade Fire», Курт Воннегут, Лори Андерсон, Канье Уэст и Принс.
Лорд упоминала J. Cole и продюсеров электронной музыки, как об источниках своего вдохновения, добавив, что была восхищена их вокалом. Кэти Перри, Джастин Тимберлейк, Бруно Марс и Сара Бареллис также повлияли на вокал Лорд. Исполнительница так же говорила, что её вдохновляли такие «с первого взгляда скрытные личности», как Burial и The Weeknd, объяснив: «Мне кажется, загадочность привлекает внимание». По словам Лорд, на написание песен её больше всего вдохновляла мать, Соня Йелич. Кроме того, в качестве своих вдохновителей, Лорд называла Раймонда Карвера, Уэллса Тауэра, Тобиаса Вульффа, Клэру Вэй Уоткинс, Сильвию Плат, Уолта Уитмена и Томаса Элиота.

### Музыкальный стиль
Музыка Лорд описывается как арт-поп, дрим-поп, электропоп, инди-электроника и инди-поп. Некоторые критики также отмечают влияние на музыку исполнительницы таких жанров, как ритм-н-блюз и хип-хоп. В отзыве об альбоме Pure Heroine, журналист издания Consequence of Sound, Джон Хадусэк, говорил о деталях минимального продакшна музыки Лорд: «Это позволяет ей петь любую мелодию, какую она захочет, разбивая их друг на друга, чтобы создать хоровой эффект». Джейсон Липшутз из журнала Billboard считает, что в её музыке присутствуют низкий басовый гул, ритмичные лупы и запрограммированные биты. Рецензент Пол Лестер из издания The Guardian сравнивает музыку Лорд с творчеством таких артистов, как Лана Дель Рей, Граймс, Скай Феррейра и Элайза Дулитл.
Лорд поёт альтом, но «Royals» она исполняет в меццо-сопрано. Лорд пишет свои песни в вокальной форме и не играет на музыкальных инструментах ни во время записи, ни во время выступления на сцене. Исполнительница утверждает, что её основное внимание сосредоточено на голосе, объясняя: «Я не играю на каких-либо инструментах, поэтому мой голос должен быть в центре моего внимания. Мой вокал очень важен для меня». Эвай Саудей из издания PopMatters описывает вокал Лорд, как «уникальный и сильно интригующий». Джейсон Липшутз из Billboard хвалит её вокал за то, что как кажется рецензенту, он «динамичный, выразительный и сдержанный». Пол Лестер характеризует вокал исполнительницы, как «сладкий, страстный и мрачный», а Джеймс Лачно из газеты The Daily Telegraph описывает голос Лорд, как «нервное электро». В статье для издания The A.V. Club, рецензент Кевин МакФарлэнд пишет: «Голос Лорд — это основа, альфа и омега, её таланта. Она обладает таким же уровнем вокала, как и исполнители в два раза её старше. Её голос не столько мощен, сколько загадочен и очарователен».

### Тематика творчества
Говоря о сотрудничестве исполнительницы с продюсером Джоэлом Литтлом, Лорд рассказывает: «Хотя я не собираюсь говорить, что в нашем партнерстве из двух творцов Литтл есть лучший, я считаю, что Джоэл настолько хорош в тандеме со мной, что он раскрывает мой сырой потенциал, дабы придать этой странной магии законченный вид». Она также рассматривает Литтла как «единственного человека, который работал с электронной музыкой в том ключе», в котором исполнительница тогда была заинтересована. Лорд объясняла, что придает основополагающее значение содержанию текстов песен, при написании композиций. Она также добавила: «Я стремлюсь начинать писать песни с текста — иногда „семенем композиции“ является обычное слово, которое я считала очень классным и могло бы олицетворять определённую идею, которую я пыталась подхватить». Тем не менее, исполнительница отметила, что процесс написания «Tennis Court» отличался от её привычной работы над песнями: лирика построена на моментально пришедшей мелодии и битах.
В лирике песен на двух первых релизах, The Love Club EP и Pure Heroine, Лорд критикует массовую поп-культуру. Линдсей Золадз из издания Pitchfork отметила, что Лорд проявила своё равнодушие к современной культуре, далее поясняя, что «исполнительница заявила миру о себе, как о человеке, которого мало что волнует». Рецензент Джона Вайнер из Rolling Stone также отметила типичные темы молодёжной поп-музыки, в том числе «социофобию, жажду романтики, изнурительную апатию и пьяных подростков». Джим Пикней из новозеландского журнала New Zealand Listener считает, что лирика Лорд структурирована в форме короткой истории. Он похвалил исполнительницу за то, что её умение писать песни «безошибочно объединяет молодёжное смущение, любознательность и уверенность не по годам в знаниях слов».

## Влияние на массовую культуру

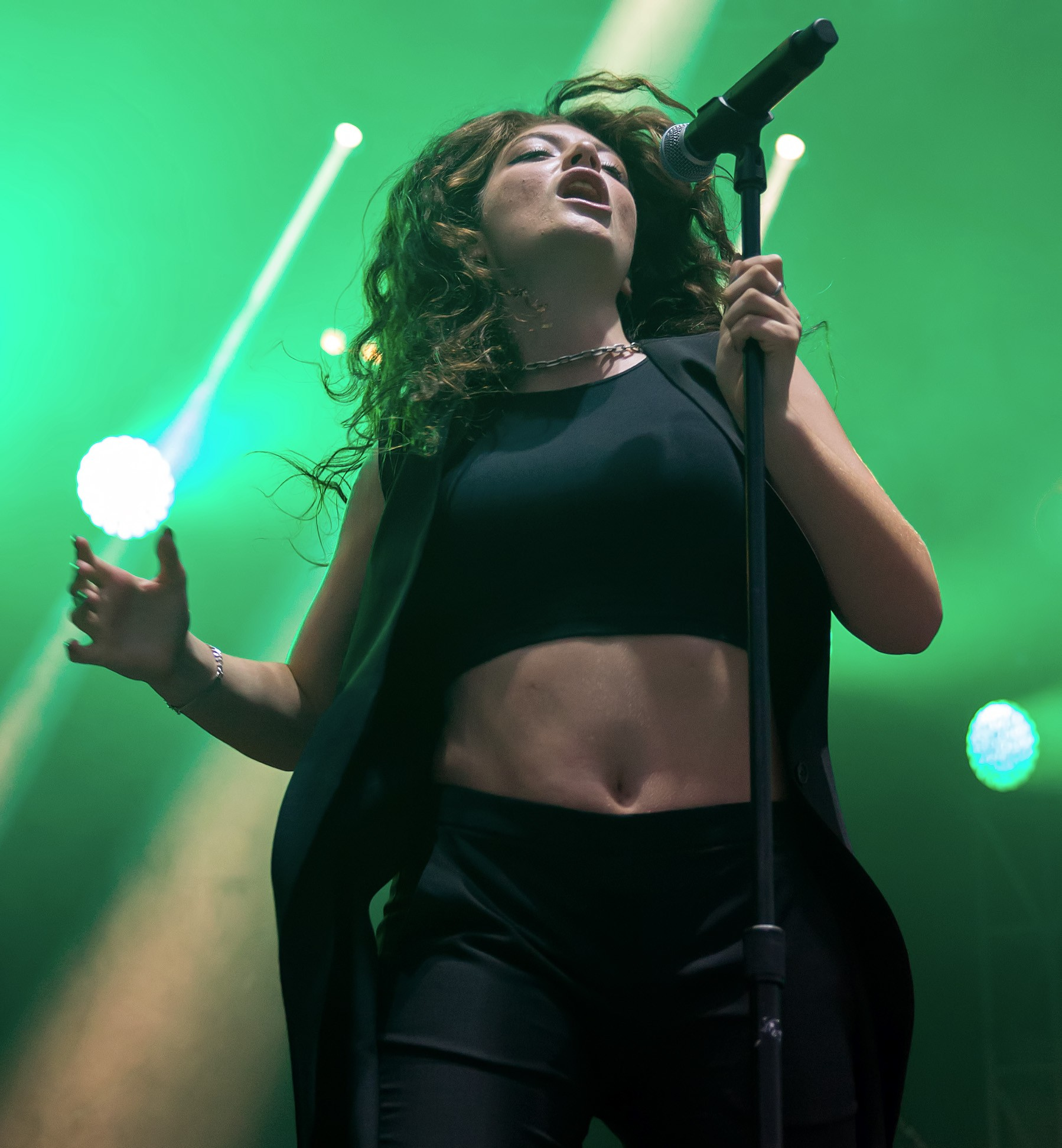
Выступление Лорд на фестивале «ACL» в Остине, Техас, октябрь 2014 года

Лорд выбрала своё сценическое имя «Lorde» по той причине, что была очарована «королями и аристократией». Однако, по её словам, она чувствовала, что имя «Lord» слишком мужественное, поэтому она добавила в конец слово букву «e», сделав его более женственным. Исполнительница описала свой публичный имидж, как «естественный» для неё.  Лорд является самоопределившейся феминисткой.
В ноябре 2013 года Лорд дала интервью британскому журналу Q, где выразила разочарование по причине «определённых вещей в музыке»: «В наши дни существуют множества внезапных и неожиданных вещей. Люди пытаются превзойти друг друга, что, вероятно, достигнет кульминации даже тогда, когда двое будут совершать половой акт на сцене Грэмми». После выпуска дебютного альбома Pure Heroine Лорд описывала себя как «сексуально позитивную», говоря:

Люди любят мне что-то приписывать, но, на самом деле, я весьма сексуально позитивный человек, и я не имею ничего против обнажения. Я просто не вижу в этом необходимого дополнения к своей музыке, которое помогло бы мне лучше рассказать историю. Танцы в нижнем белье не являются для меня проблемной темой - я думаю, вы можете использовать это в очень мощном ключе. Я просто не вижу применения этому в своём творчестве. Оригинальный текст (англ.)People like to paint me in a certain way, but I'm a hugely sex-positive person and I have nothing against anyone getting naked. For me personally I just don't think it really would complement my music in any way or help me tell a story any better. It's not like I have a problem with dancing around in undies—I think you can use that stuff in a hugely powerful way. It just hasn't felt necessary for me.
В ноябре 2013 года, журналом Time, Лорд была включена в список самых влиятельных подростков мира. Автор статьи, Марк Миткалф также написал, что исполнительница «выбирает свой собственный путь». В январе 2014 года, в издании Forbes Лорд поместили в список молодых людей, «30 под 30», «меняющих наш мир». При этом из всех фигурирующих в списке людей Лорд является самой молодой. В октябре того же года она была включена в список «25 самых влиятельных подростков 2014 года» журнала Time.
В сентябре 2013 года, исполнительница появилась на обложке журнала Billboard, а также дала интервью изданию, где в предисловии о Лорд написали: «Встречайте свою новую альт-рок-героиню». Американская певица Бритни Спирс в одном из интервью заявила, что является поклонницей Лорд, сказав, что её музыка «действительно отличается от другой и является крутой».
В июне 2014 года Лорд выпустила лимитированную косметическую коллекцию в сотрудничестве с компанией MAC Cosmetics, состоящую из помады, оттенок которой назван в честь дебютного альбома певицы, Pure Heroine, и подводки для глаз. В том же году Лорд снялась в видео для новозеландской избирательной комиссии, чтобы поддержать явку избирателей среди молодёжи на парламентских выборах в Новой Зеландии, несмотря на то, что она была слишком молода, чтобы голосовать в своём возрасте. 13 мая 2015 года, восковая фигура Лорд была представлена в Музее мадам Тюссо в Голливуде. Персонаж Лорд был спародирован в эпизодах «Неженка» и «#REHASH» американского мультсериала «Южный Парк» . Этот персонаж также появлялся в других эпизодах мультсериала соответственно.

## Дискография
- 2013: Pure Heroine
- 2017: Melodrama
- 2021: Solar Power
- 2025: Virgin

## Концертные туры
| Годы      | Название             |
| --------- | -------------------- |
| 2013—2014 | Pure Heroine Tour    |
| 2017—2018 | Melodrama World Tour |
| 2022      | Solar Power Tour     |